# Török-Ujhelyi Tamás
Török-Ujhelyi Tamás  névvariáns Török Tamás (Pécs, 1990. december 22. –) magyar színész, énekes.

## Életpályája
2010-ben érettségizett a Zipernowsky Károly Műszaki Szakközépiskolában, majd a Madách Színház stúdiójában szerzett Színész II. képesítést, ahol Bencze Ilona volt az osztályfőnöke, mesterségtanárai pedig Hűvösvölgyi Ildikó és Kautzky Armand. Később a Csányi János vezette Színház és Filmintézetben a Színész I. képesítést is megszerezte. 2013-tól két évadon át a Győri Nemzeti Színház, majd 2015-től az egri Gárdonyi Géza Színház tagja. Vendégként szerepelt a tatabányai Jászai Mari Színház, a Veszprémi Petőfi Színház, a komáromi MagyaRock Dalszínház és a békéscsabai Jókai Színház előadásaiban is. 
Önálló estjeivel rendszeres fellépője nyaranta az Agria Nyári Játékoknak. 2022-2025 között a Színház- és Filmművészeti Egyetem drámainstruktor szakos hallgatója.

## Fontosabb színházi szerepei
2012
Iseumi Szabadtéri Játékok: 
- Andrew Lloyd Webber – Tim Rice: Evita – Che Guevara/cover/, Ensemble

Madách Színház: 
- Ray Cooney – Tony Hilton: 1x3 néha 4 – Hickory-Wood dublőr

2013
Iseumi Szabadtéri Játékok: 
- Andrew Lloyd Webber – Tim Rice: Jesus Christ Superstar – Apostol (angol nyelven)

Győri Nemzeti Színház: 
- Björn Ulvaeus – Benny Andersson – Tim Rice: Sakk – A Bíró

2014
MüPa:
- Várkonyi Mátyás – Béres Attila: Mata Hari – Ensemble

Spirit Színház: 
- Stephen Schwartz – John-Michael Tebelak: Godspell – Jézus/Lamar

Győri Nemzeti Színház: 
- Andrew Lloyd Webber – Tim Rice: Jézus Krisztus Szupersztár – Tádé Apostol

2015
Jászai Mari Színház: 
- Stephen Schwartz – John-Michael Tebelak: Godspell (Ensemble)

Gárdonyi Géza Színház: 
- Andrew Lloyd Webber – Tim Rice: József és a színes szélesvásznú álomkabát  – József
- Brandon Thomas – Aldobolyi Nagy György – Szenes Iván: Charley nénje  – Charley Wykeham

2016
Gárdonyi Géza Színház: 
- Gál Elemér – Beke Sándor – Pásztó András: Héthavas gyermekei – Kuna
- Huszka Jenő – Martos Ferenc – Gádor Béla – Darvas Szilárd: Lili bárónő – Gróf Illésházy László)

Veszprémi Petőfi Színház: 
- Hervé: Nebáncsvirág  – Fernand de Champlatreux hadnagy

2017
Gárdonyi Géza Színház:
- Luigi Magni – Bernardino Zapponi – Vajda Katalin: Legyetek jók, ha tudtok – Felnőtt Cirifischio
- Dale Wasserman – Mitch Leigh – Joe Darion: La Mancha lovagja – Dr. Carrasco/A herceg
- Kálmán Imre – Leo Stein – Béla Jenbach: Csárdáskirálynő – Edvin
- Moravetz Levente – Balásy Szabolcs – Horváth Krisztián – Papp Zoltán: Zrínyi 1566 – Cserenkó Ferenc

2018
Gárdonyi Géza Színház: 
- Blaskó-Saárossy Zsófia – Nagy Zoltán: A csodatükör  – Délceg királyfi
- Lajtai Lajos – Békeffi István – Szenes Iván: Régi nyár – Jankovits Miklós

2019
Gárdonyi Géza Színház: 
- Farkas Ferenc: Csínom Palkó  – Csínom Palkó
- Szigligeti Ede – Mészöly Dezső – Aldobolyi Nagy György: Liliomfi – Ifjú Schwartz
- Fényes Szabolcs – Békeffi István: Rigó Jancsi – Rigó Jancsi

MagyaRock Dalszínház:
- Bőhm György – Kocsmáros György – NEOTON: Szép nyári nap – Varga Péter

- Pécsváradi Zoltán – Vizeli Csaba: Czibor, a rongylábú – Czibor Zoltán

Agria Nyári Játékok:
- Várkonyi Mátyás – Béres Attila: Egri csillagok – Bornemissza Gergely(2019-), Hegedüs István(2021), Szolimán szultán(2022)

2020
Gárdonyi Géza Színház: 
- Kacsóh Pongrác – Bakonyi Károly – Heltai Jenő: János vitéz – Kukorica Jancsi

- Csiky Gergely: A Nagymama – Örkényi Kálmán

- Férfikönnyek – Koncertszínház Szécsi Pál dalai és József Attila versei alapján

MagyaRock Dalszínház:
- Másik Lehel – Vizeli Csaba : Fehérlaposok – Molnár László

2021
Gárdonyi Géza Színház: 
- Jonathan Larson : tikk-takk...BUMM – Jon
- Kálmán Imre: Montmartre-i Ibolya – Raoul Dubois, festő

Agria Nyári Játékok:
- Sondheim/Webber... és a többiek – élőzenés musical koncert

2022
Gárdonyi Géza Színház:
- Gárdonyi-Moravetz-Balásy-Horváth: Isten rabjai – Jancsi fráter

Békéscsabai Jókai Színház:
- Bella-Zalán-Szűts-Seregi: Drakula-fantázia – Drakula

Madách Színház:
- Derzsi-Meskó: A tizenötödik – Ernst törzshadbíró

Agria Nyári Játékok:
- Máté/Elton75 stand-up koncert Máté Péter és Elton John dalaival